# Садовое (Казатинский район)
Садовое (укр. Садове) — посёлок, входит в Казатинский район Винницкой области Украины.
Население по переписи 2001 года составляло 258 человек. Почтовый индекс — 22132. Телефонный код — 4342. Занимает площадь 6,793 км². Код КОАТУУ — 521483215.

## Местный совет
22133, Вінницька обл., Козятинський р-н, с.Комсомольське, вул.Нікольського,15